# Teodósio II
Flávio Teodósio (em latim: Flavius Theodosius Augustus; 10 de abril de 401 – 28 de julho de 450), chamado também Teodósio II ou Teodósio, o Calígrafo, foi coimperador de 402 a 408 com seu pai Arcádio (r. 395–408), imperador sob regência do prefeito Antêmio entre 408 e 414, sob regência de sua irmã Pulquéria entre 414 e 416 e imperador solo de 416 até sua morte em 450. Em seu reinado, guerreou contra a Pérsia (421–422) do xá Vararanes V (r. 420–432) e foi atacado pelos hunos de Átila (r. 434–453). Consegue aplacar seus inimigos aceitando pagar alto tributo em ouro. Também é de seu reinado a fracassada expedição contra o Reino Vândalo da antiga África proconsular.
Para assegurar sua ascensão, já em 402 Arcádio nomeou o xá Isdigerdes I (r. 399–420) como seu guardião legal e em 404 nomeou o cubiculário Antíoco como seu tutor. Com a morte de Arcádio em 408, Isdigerdes envolveu-se na política imperial sob interesse legal de Teodósio, cuja tutoria fica com Antíoco e a regência com Antêmio. As fontes indicam que seu tio Honório (r. 395–423) também estava preocupado com o imperador infante e queria envolver-se nos assuntos da corte imperial. Em 414, Pulquéria assume a regência, que ainda duraria por mais 2 anos antes de Teodósio poder governar sozinho.
Durante seu reinado, foi dominado pelas figuras centrais que o cercavam em Constantinopla. Em 413, foram construídas as Muralhas de Teodósio, a segunda linha de defesa terrestre da capital, sob influência de Antêmio. Em 438, promulga o Código de Teodósio, uma compilação de leis do Império Romano desde 312 até o seu tempo. Teodósio também envolveu-se em duas importantes controvérsias cristológicas, o nestorianismo e eutiquianismo, e em 449 comissionou o Segundo Concílio de Éfeso para resolver tais questões. Falece em 28 de julho de 450, após sofrer um acidente de cavalo. Foi sucedido por Marciano.

## Vida

### Primeiros anos
Teodósio era filho do imperador Arcádio e sua esposa Élia Eudóxia e irmão de Arcádia, Flacila, Marina e Pulquéria. Nasce na capital imperial de Constantinopla em 10 de abril de 401. Como único varão do casal imperial, seu nascimento foi recebido com excitação por sua família e a população da capital. Foi batizado e coroado augusto em 10 de janeiro de 402. Diferente de seu pai, cuja infância quase nada se sabe, os primeiros anos de Teodósio foram bem atestados e indicam que teve um amplo preparo para assumir o lugar de Arcádio. Geoffrey S. Nathan avalia que ele foi treinado para não ser a figura passiva que seu pai foi.
Teodósio começou, como a maioria dos jovens de classes abastadas, com educação clássica, com gramáticos e depois retóricos. Era aparentemente bilíngue e mostrou interesse pela erudição, gozando do prazer de editar e corrigir manuscritos. Em 408, com 7 anos de idade, ascende ao trono com a morte de Arcádio, mas por sua tenra idade fica sob regência do prefeito pretoriano Antêmio e continuou seus estudos. Foi instruído em cavalaria, espadaria e outras artes marciais e sua educação moral foi seguida por Pulquéria, com aulas de ortodoxia, filantropia e ascetismo. Ela também lhe ensinou as sutilezas de sua posição: como se comportar fisicamente, controlar emoções e lidar com ministros e auxiliares. Nathan julga que a piedade de Pulquéria pode tê-lo deixado afastado das mulheres e que sua educação, em suma, pretendia torná-lo um bom imperador cristão.
Como seu pai e seu tio Honório (r. 395–423) no Ocidente, sua ascensão precoce indicava que seria incapaz de impor-se depois em seu reinado. Desde 402, Arcádio nomeou o xá Isdigerdes I (r. 399–420) como protetor legal de Teodósio.[a] Isdigerdes brevemente envolveu-se nos assuntos imperiais e ameaçou declarar guerra se alguém além de Teodósio sucedesse Arcádio e por seu papel como guardião, o Império Bizantino e Império Sassânida mantiveram-se em paz até sua morte em 420. Em 403, Teodósio tornou-se cônsul pela primeira vez ao lado de Rumorido. Em 404, o cubiculário Antíoco foi nomeado tutor de Teodósio. Em 407, novamente tornou-se cônsul, dessa vez com Honório. Em 408, com a morte de Arcádio, Isdigerdes aprova que Antíoco ainda fosse seu tutor; Teófanes, o Confessor afirma, imprecisamente, que o xá enviou-o para Constantinopla nessa altura, quando, na verdade, ele já estava lá.

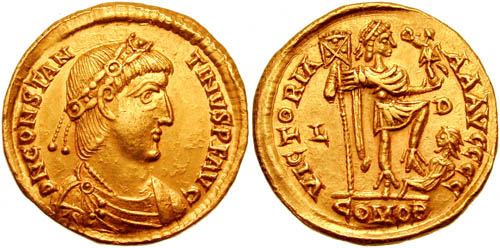
Soldo de Constantino III r.

Em maio de 408, chegam notícias no Ocidente da morte de Arcádio. De acordo com as fontes, ao saberem disso, Honório e Estilicão planejaram viajar - separadamente - ao Oriente para apoiar o infante. Segundo Olimpiodoro, Honório pretendia nomear ministros leais para assegurar a segurança e trono de seu sobrinho, sobretudo por supostamente considerá-lo como filho e temer que seria vítima de golpe. A historiadora Meaghan A. McEvoy vê nesse episódio as circunstâncias da própria ascensão de Honório, então completamente dominado por Estilicão. Zósimo disse que, apesar do interesse deles de ir ao Oriente para se tornarem guardiões do infante, Estilicão convenceu Honório a abandonar o projeto afirmando que o tesouro imperial não custearia a viagem e que o usurpador Constantino III (r. 407–409) tomaria a Itália caso o imperador partisse. Meses depois, no mesmo ano, Estilicão foi executado. As fontes se dividem quanto as causas, mas várias afirmam que pretendia instalar seu filho Euquério no lugar de Honório ou mesmo Teodósio.

### Regência de Antêmio(408–414)

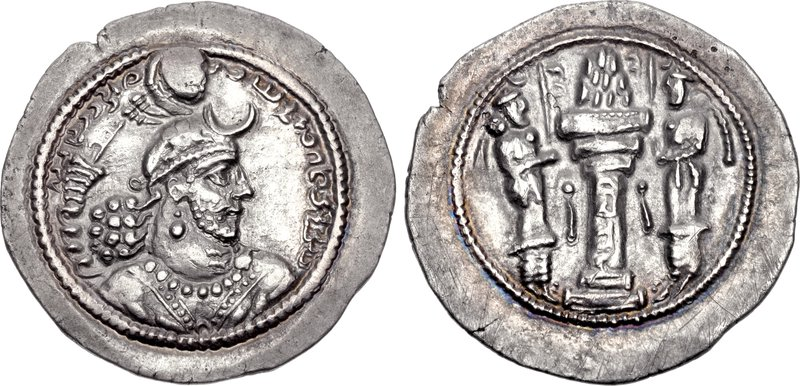
Dracma de r.

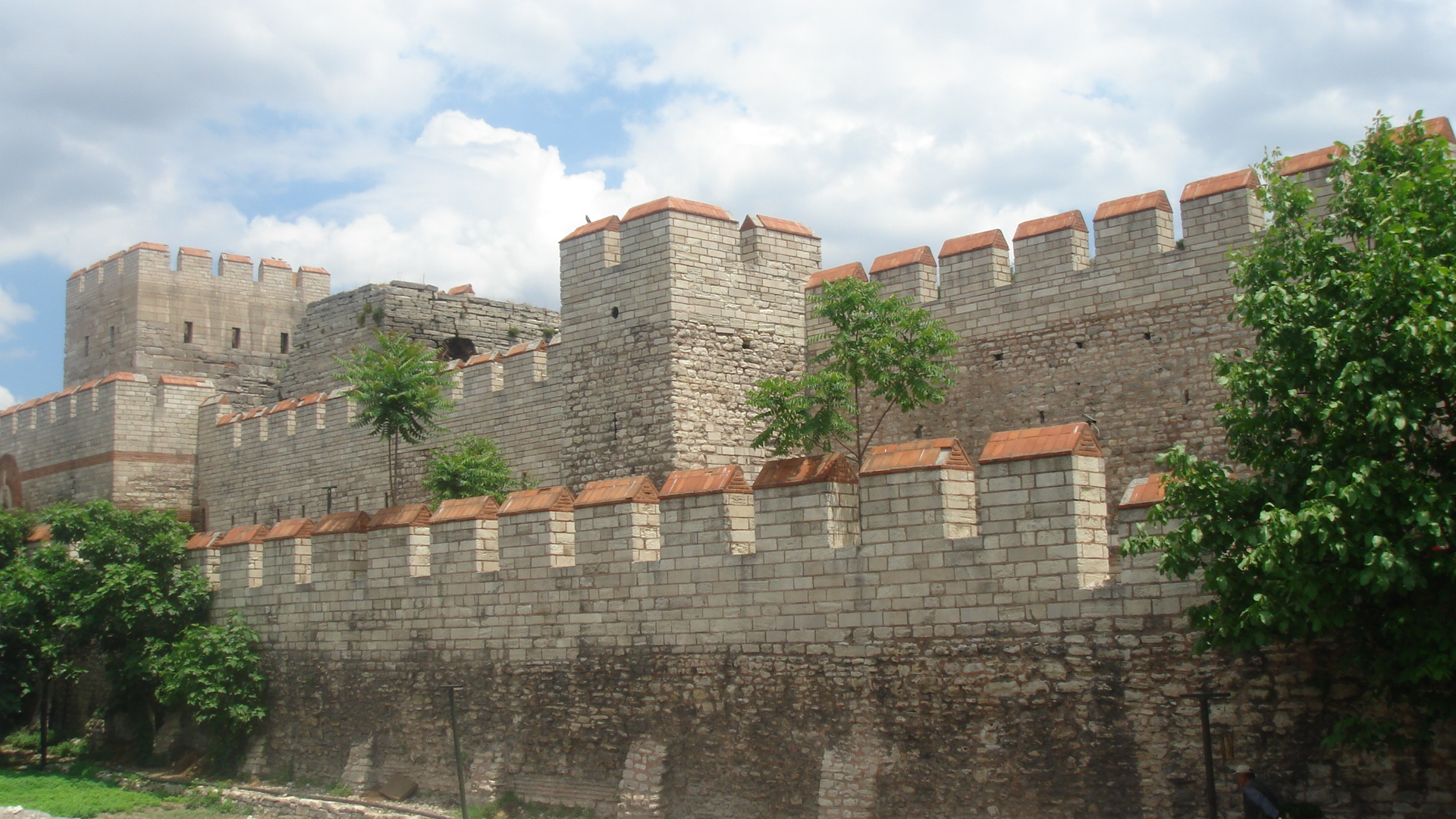
Pedaço da Muralha de Teodósio

Com a fronteira oriental assegurada, Antêmio trabalhou para cimentar as relações com o Ocidente. Quando o generalíssimo Estilicão foi executado em 408, as relações com a corte de Ravena melhoraram muito. Em 409, Teodósio e Honório foram cônsules de novo e Constantinopla enviou 4 000 tropas para proteger Honório em Ravena contra os visigodos de Alarico I (r. 395–410). Apesar da ação ter sido infrutífera, permitindo o Saque de Roma em 24 de agosto de 410, a relação entre Ocidente e Oriente nunca foi tão íntima desde a morte de Teodósio I (r. 378–395).
Antêmio reforçou a frota do Danúbio, que protegia as províncias da Mésia Secunda e Cítia Menor, após a bem-sucedida expulsão da invasão de 408 do rei huno Uldino (r. 390–411) e conseguiu regularizar o suprimento de cereais da capital, oriundo principalmente do Egito. Antes disso, a falta de navios disponíveis provocou severa escassez e fome, a mais recente em 408. Em 409, reorganizou o transporte de cereais e autorizou competências fiscais aos transportadores; tomou medidas para obter cereais de outras áreas e criou fundos de emergência à aquisição e distribuição de cereais aos cidadãos. Tomou também medidas para garantir a coleta regular de impostos (409) e, em 414, emitiu um decreto no qual perdoou todas as dívidas dos anos 368-407.
Em 408, inicia a construção de uma nova muralha cerca de 1 500 metros a oeste da anterior, a chamada Muralha de Teodósio, cuja construção termina em 413. A muralha se estendia por 6,5 quilômetros entre o mar de Mármara e o subúrbio de Blaquerna, junto às margens do Corno de Ouro, e quase dobrou o tamanho da cidade, bem como garantiu um crucial suprimento de água. Em 414, Antêmio desaparece do cenário político, talvez por ter falecido ou por ser removido a mando de Teodósio, o que indicaria que novos poderes estavam crescendo na corte e influenciando o imperador.

### Regência de Pulquéria(414–416)

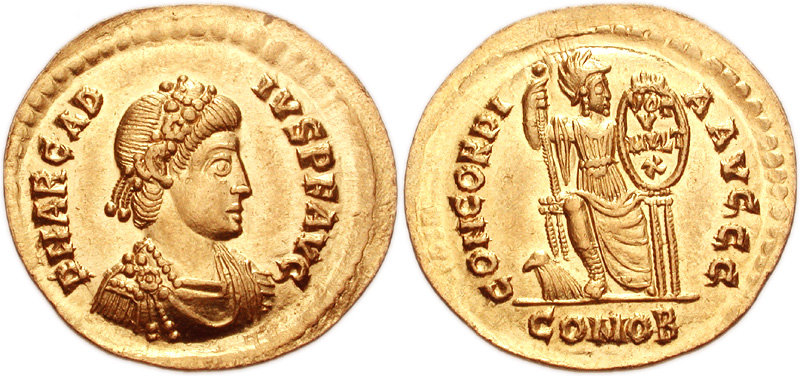
Soldo de Arcádio r.

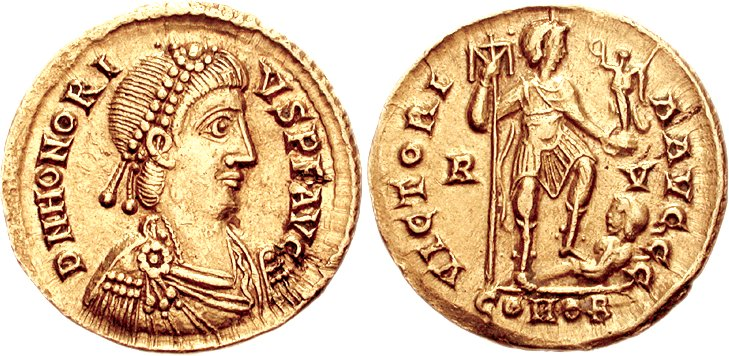
Soldo de Honório r.

Em 411, Teodósio de novo tornou-se cônsul, mas sem colega. Em 412, Teodósio reassume o consulado com Honório como colega. No mesmo ano, ou em 414, Pulquéria convenceu-o a demitir Antíoco. Em julho de 414, a regência foi assumida por ela, que torna-se augusta, enquanto a prefeitura pretoriana foi assumida por Aureliano. Em 415, consagra sua virgindade perpétua e convence suas irmãs a fazerem o mesmo, um movimento que lhe deu enorme autoridade moral para vigiar o crescimento e educação de Teodósio. Além disso, no mesmo ano, foi dedicado um retrato oficial no Augusteu de Constantinopla descrevendo Honório, Teodósio e Pulquéria  e Honório e Teodósio reassumiram o consulado.
A autoridade de Pulquéria se manifestou numa administração fortemente pró-ortodoxa na qual, em nome do irmão, aprova leis contra judeus, pagãos e hereges. Pela primeira vez os pagãos foram oficialmente proibidos de ocupar cargos públicos e servir nas tropas e isso estabeleceria precedente importante no século seguinte para o afastamento de outros indesejáveis. Seus movimentos contra os judeus e sua religião eram particularmente onerosos: ordenou o fim da construção de sinagogas e a destruição das existentes onde haveria pouca ou nenhuma resistência. Também foi sob sua regência que ocorreu o assassinato da popular filósofa pagã Hipácia em Alexandria em 415 nas mãos de cristãos encorajados pelo arcebispo Cirilo (r. 412–444). Não é possível dizer com as fontes até que ponto as decisões eram aceitas por Teodósio, mas parece que não se opôs tenazmente à política cristã proativa. Em outras áreas do governo, a presença de Pulquéria foi mais branda, com as mudanças militares e administrativas sendo deixadas aos cuidados dos especialistas. Helião, por exemplo, foi feito mestre dos ofícios em 414 e manteve o posto por 13 anos.

### Reinado solo

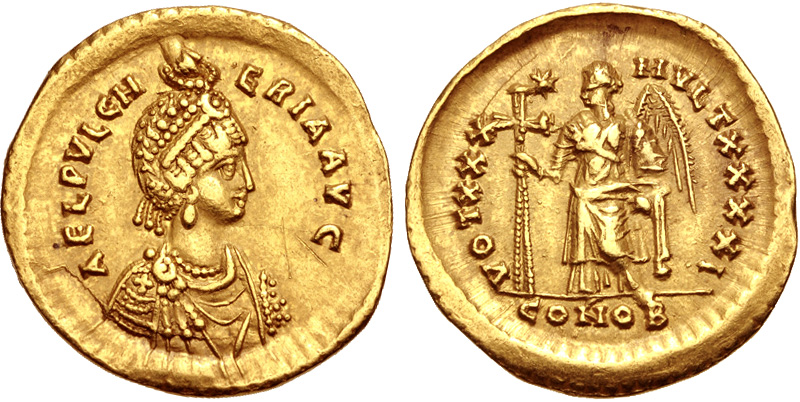
Soldo de Pulquéria cunhado ca. 423-425

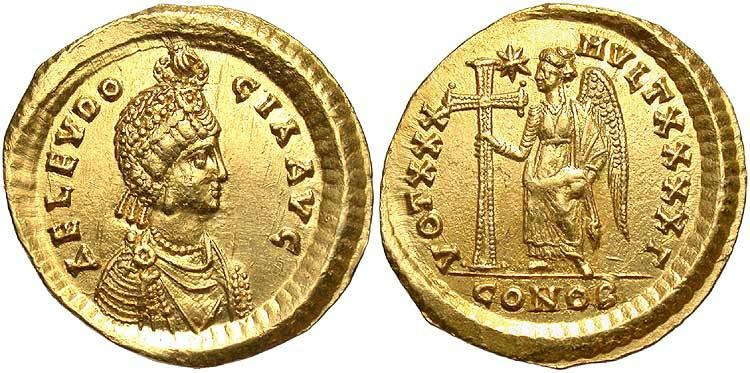
Tremisse de Eudócia cunhado ca. 425-429

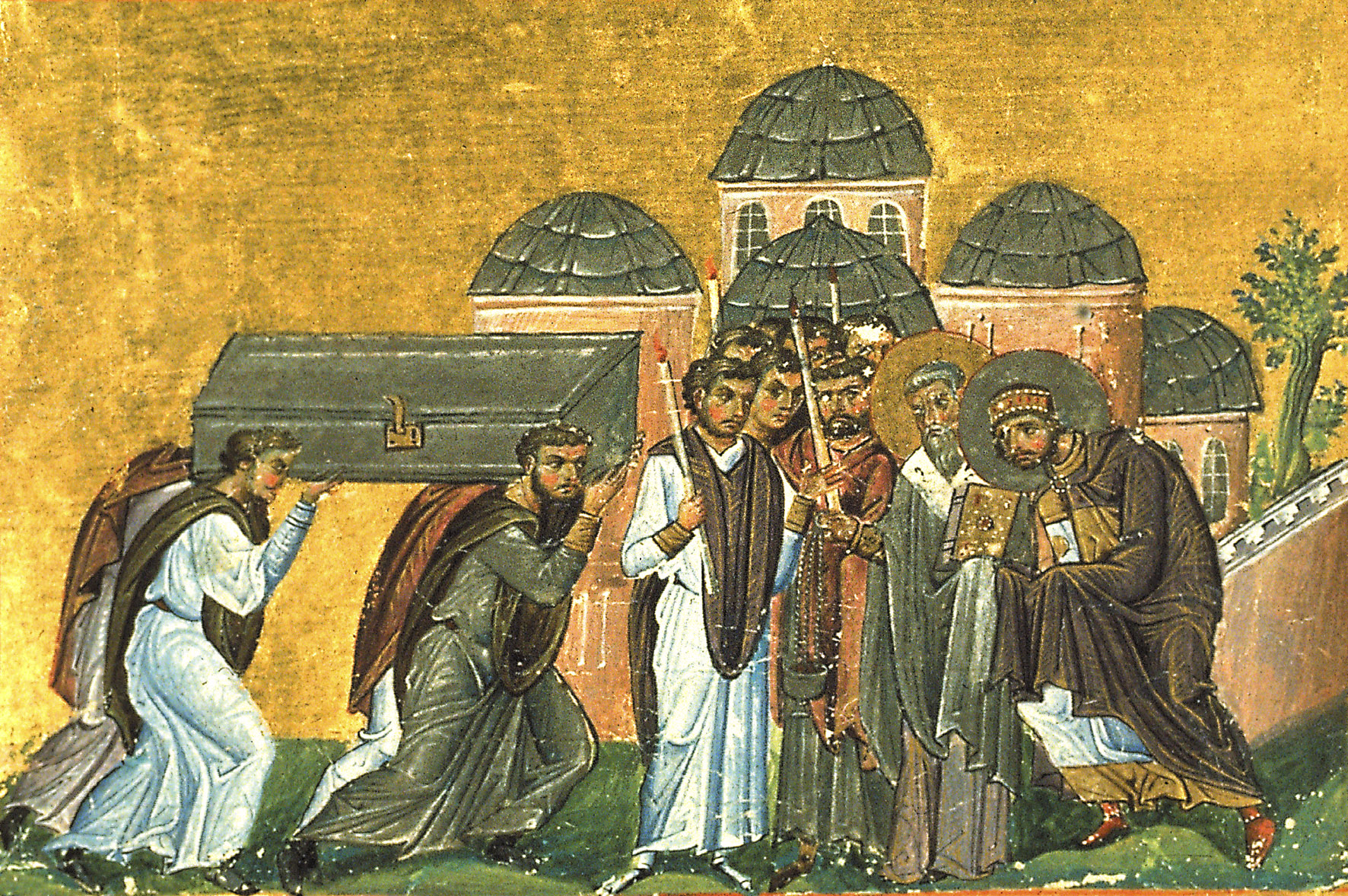
Teodósio recebendo as relíquias de João Crisóstomo. Iluminura do início do século XI

### Reinado solo(416–450)

#### Disputas na corte
Em 416, Teodósio torna-se cônsul com Júnio Quarto Paládio. Nesse mesmo ano, já tinha idade o suficiente para governar sozinho, mas sua irmã continuou a manter grande influência sobre ele. Em 418, Teodósio assume o consulado com Honório, e em 420 com Flávio Constâncio. Para além de sua educação, Pulquéria ajudou o irmão a buscar uma noiva apropriada. Tais arranjos eram feitos pelos pais, mas como ambos haviam falecido ela incumbiu-se da missão. A pretendente escolhida foi a jovem ateniense Atenes, filha do filósofo Leôncio. Apesar de pobre, converteu-se ao cristianismo, adotou o nome Élia Eudócia e casou-se com Teodósio em 7 de junho de 421. Estudiosos modernos pensam que Eudócia não era a escolhida da augusta, mas a candidata dos vários aristocratas privados de direito no Império Bizantino à época e os subsequentes desacordos e desgraça de Eudócia indicam grande competição por prestígio e autoridade. O casal imperial teve três crianças: Licínia Eudóxia, Flacila e Arcádio. Em 422, ano de nascimento de Eudóxia, reassumiu o consulado com Honório. Em 2 de janeiro de 423, um dia depois de Asclepiodoto, tio de Eudócia, tornar-se cônsul, Teodósio elevou-a como augusta.
Eudócia tenta construir uma facção de leais oficiais em torno dela, inclusive seu tio, e adere a políticas religiosas mais moderadas, mas a influência de Pulquéria ainda era muito grande e ela conduz perseguição contra os grupos declarados heréticos no Primeiro Concílio de Éfeso de 431, conveniado a seu pedido. Em 437, o casamento de Valentiniano III (r. 425–455) e Licínia Eudóxia reforçou a disputa entre elas: Pulquéria tinha como prerrogativa seu sangue real, enquanto Eudócia era mãe da noiva. No final da década de 430, ambas lutam pelo favor do imperador. Pulquéria consegue a dianteira e supervisiona o retorno das relíquias de João Crisóstomo (patriarca deposto em 404 por influência de Élia Eudóxia, mãe de Teodósio e Pulquéria) para Constantinopla e procurou influência para aprovar uma nova legislação rígida antipagã e antijudaica.
Eudócia, a sua turno, peregrinou à Terra Santa com a asceta Melânia, a Jovem e voltou em 439 com importantes relíquias e enorme prestígio. Com ajuda do espatário Crisáfio, tentou remover Pulquéria da corte, mas seu complô teve sucesso limitado e Crisáfio virou-se contra ela e arquitetou sua queda através de rumores de adultério com Paulino. Eudócia foi banida definitivamente da capital em 443, ao mesmo tempo que Pulquéria perdeu sua influência sobre Teodósio. Com a queda de ambas, Crisáfio, que era íntimo amigo de Teodósio, tornou-se o novo poder dominante na corte e alegadamente controlou o governo do Império Bizantino. As fontes dizem que Crisáfio abusou de sua amizade com o imperador em seu interesse e alegadamente fez com que os eunucos da corte deixassem Teodósio entretido para desviá-lo dos assuntos sérios. Foi sob sua influência que o Império Bizantino adotou uma postura passiva quanto a ameaça de Átila (r. 434–453) e Teodósio conveniou o Segundo Concílio de Éfeso de 449.

#### Relações com o Império do Ocidente

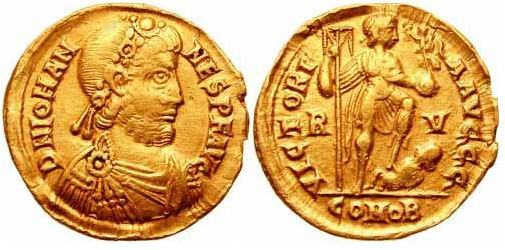
Soldo de João r.

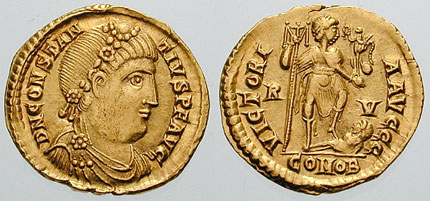
Soldo de r.

Em 15 de agosto de 423, Honório faleceu. Como nenhum imperador foi proclamado, João (r. 423–425) toma o poder em Roma em 23 de novembro, talvez com apoio do mestre dos soldados Castino. De início, a corte oriental nada fez quanto a João e Sócrates diz que Teodósio retardou o anúncio público da morte de seu tio. Com a morte dele, reinou como monarca solo e o Código de Teodósio deixa claro que legislou por todo o império como único Augusto por meses e pode-se pensar que esperava que continuasse assim. Já foi proposto, com base em suposto consulado de Castino em 424, que Teodósio originalmente chega a um acordo no qual Castino governaria como vicegerente em seu nome no Ocidente, mas tanto a evidência do consulado é dúbia como a proposta parece incerta; se foi cônsul, provavelmente sua nomeação ocorreu ainda sob Honório ou mesmo por influência de João.
À época, João havia emitido moedas em seu nome e no nome de Teodósio em Ravena e enviou uma embaixada a Constantinopla na esperança de ganhar reconhecimento oficial e legitimação de seu regime. Sua embaixada, porém, não obteve sucesso, com Teodósio se recusando a reconhecê-lo e exilando seus emissários a vários pontos no Propôntida. Então, ciente de que se não tomasse alguma ação concreta quanto ao Ocidente ele seria perdido e se pensando incapaz de governar o país inteiro de sua capital, Teodósio decide apoiar seu primo Valentiniano, de 6 anos, como imperador. No começo de 424, eleva sua tia Gala Placídia (r. 424–437) como augusta e seu filho Valentiniano como nobilíssimo (ou seja, césar), emite soldos em nome dela e postumamente aceita seu falecido marido Constâncio III como augusto. Em algum ponto no mesmo ano, Valentiniano noivou sua prima Licínia Eudóxia (o casamento ocorre em 29 de outubro de 437) e Teodósio enviou os generais alanos Ardabúrio e seu filho Áspar e o romano Candidiano à Itália para derrubar João.[b]

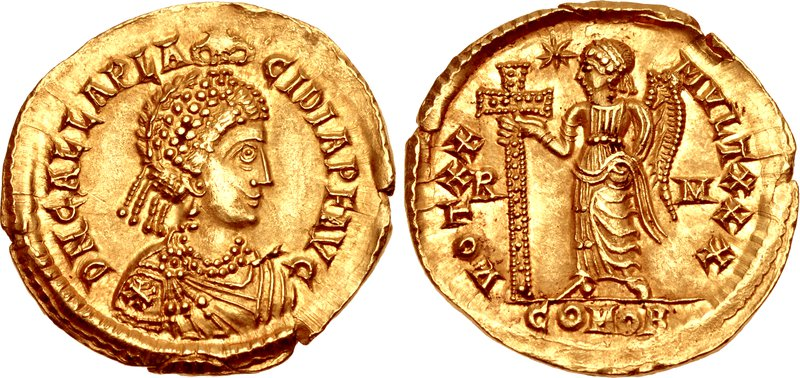
Soldo de Gala Placídia r.

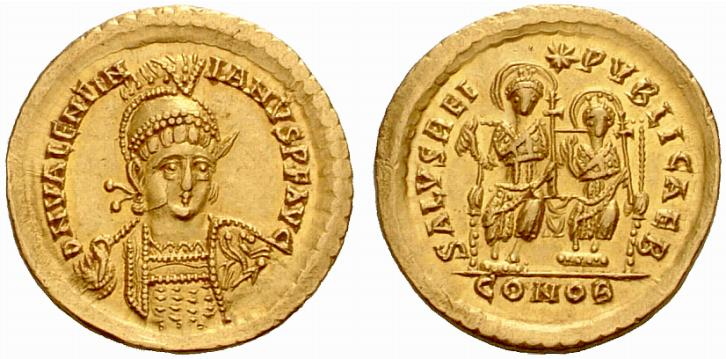
Soldo com legenda "Saúde da República"

Eles viajaram com Gala, Valentiniano e Licínia e ao passarem por Salonica, em 23 de outubro, Valentiniano foi formalmente investido com posição e insígnias como césar pelo mestre dos ofícios Helião. Valentiniano também foi designado cônsul do ano seguinte com Teodósio, e a casa da moeda de Constantinopla emitiu várias moedas celebrando sua nomeação nas quais Valentiniano aparece de pé sem diadema e com vestes planas e Teodósio aparece paramentado e sentado; nas moedas há a inscrição "Saúde da República" (Salus Reipublicae). A campanha se arrasta até 425, João foi preso e levado a Aquileia, no norte da Itália, onde Valentiniano e Gala o esperavam. A tomada da cidade pelo exército imperial foi marcada pela emissão de moedas mostrando Teodósio como augusto com um nimbo e Valentiniano sem. João foi paradeado nas costas de um burro no hipódromo de Aquileia diante de Gala e Valentiniano, mutilado e executado em junho ou julho. Em 23 de outubro, Valentiniano foi coroado augusto por Helião em Roma. Teodósio começou aparentemente sua jornada rumo a Roma para elevá-lo, mas adoeceu em Salonica e retornou para sua capital. Contudo, celebrações foram feitas em Constantinopla.
Moedas foram cunhadas para marcar sua elevação e nelas os augustos estão em trajes militares, de pé lado a lado, mas Valentiniano é uma figura muito diminuta perto de Teodósio; aparece sendo coroado pela mão de Deus empunhando uma cruz que segura sobre a cabeça de uma serpente com cabeça humana. Mesmo após sua elevação, como é possível atestar no relato de Olimpiodoro, a corte oriental impôs uma tutela sobre o Ocidente. Aos olhos de Constantinopla, sua elevação era uma vitória da casa reinante no Oriente e ele não foi visto como o imperador ocidental legítimo restaurado, mas como nomeado oriental instalado. O primeiro mestre dos soldados de Valentiniano, o até então desconhecido Félix, deve ter sido um nomeado oriental a julgar pelo silêncio nas fontes a sua carreira no Ocidente. O mesmo se pode dizer da presença militar oriental no Ocidente. Embora não se saiba com exatidão o tempo que os oficiais de Teodósio permaneceram junto de Valentiniano, a informação existente sobre alguns deles indica que ao menos por alguns anos a corte oriental tinha representantes seus junto do jovem: Helião não reaparece em Constantinopla antes de dezembro de 426, com um subordinado seu podendo ter ficado mais tempo; e o general Ardabúrio foi feito cônsul pelo Ocidente em 427.

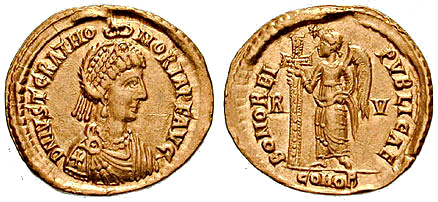
Soldo de Justa Grata Honória

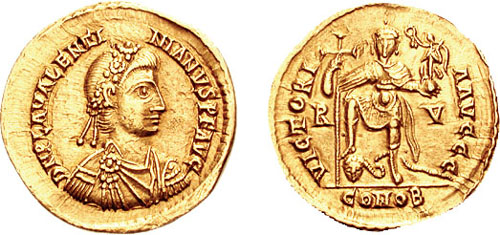
Soldo de Valentiniano

Não muito após a ascensão de Valentiniano, ou talvez ao mesmo tempo, a infante Justa Grata Honória, filha de Gala Placídia e irmã do recém-coroado imperador, também foi elevada augusta. As circunstâncias da nomeação são pouco exploradas pelas fontes, mas os indícios restantes (sua cunhagem emitida em Ravena e a inscrição dedicatória na Igreja de São João em Ravena) provam-a. Caso sua elevação ocorreu ao mesmo tempo que a de seu irmão, é possível que tenha sido outro movimento de Teodósio. Mas mesmo que o seja, ainda resta a dúvida sobre qual o motivo. McEvoy sugeriu que a elevação de Honória pode ser uma emulação do ocorrido em Constantinopla entre Pulquéria e Teodósio, com a intenção de, caso Gala Placídia falecesse antes da maioridade de Valentiniano, Honória poderia assumir seu lugar na regência. Outro cenário, também proposto por ela, é o de que caso Valentiniano falecesse, ela já estava no Ocidente como augusta proclamada, podendo ser rapidamente casada com um candidato adequado. Seja como for, em nova demonstração de solidariedade, Valentiniano e Teodósio dividiram o consulado pela segunda vez.
A influência oriental também foi sentida através de leis, com a legislação eclesiástica ortodoxa oriental repercutindo na administração ocidental em leis emitidas em nome de ambos os imperadores. Uma lei de 4 de agosto de 425 de Aquileia e endereçada ao procônsul da África declara que os privilégios concedidos à Igreja e os clérigos por leis anteriores deveriam ser preservados, enquanto outra de 6 de agosto afirma-se que todos os privilégios revogados pelo usurpador João deveriam ser restaurados. Em 426, nova legislação lidou com a confirmação da legislação eclesiástica de reinados anteriores e a disposição da propriedade de apóstatas do cristianismo, bem como os direitos de herança de herdeiros cristãos de judeus ou samaritanos. Estas leis, e outras 9 emitidas no mesmo período, talvez devam ser atribuídas a um único questor, um dos possíveis membros da expedição de Constantinopla que teria sido nomeado, após a deposição de João, como legislador de Valentiniano; o suposto questor pode ser o Antíoco envolvido nos primeiros estágios da codificação do Código de Teodósio.[c]

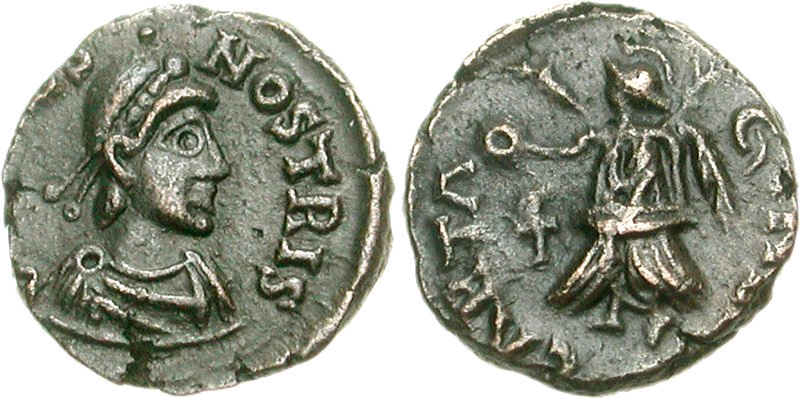
Fólis de Bonifácio

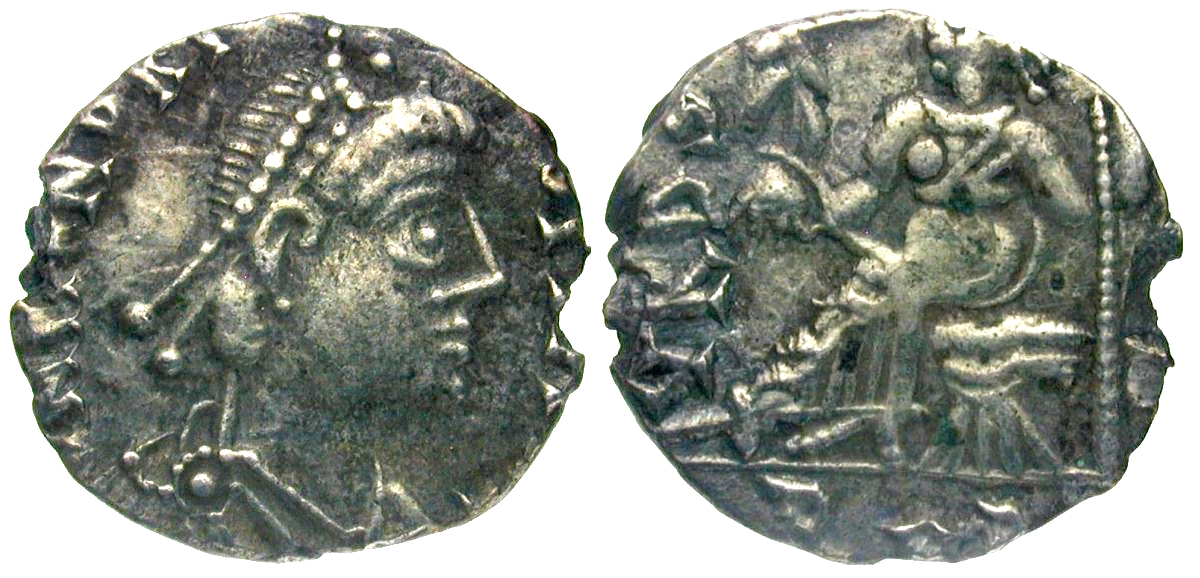
Síliqua do rei Genserico r.

Em maio de 429, os vândalos sob o rei Genserico (r. 428–477) cruzaram da Hispânia ao norte da África e o conde da África Bonifácio mostrou-se incapaz de lidar com a ameaça que punha em risco a produção de cereais que abastecia a Itália; algumas fontes afirmam que foi Bonifácio que convidou-os a irem à África após surgirem suspeitas de golpe. A ameaça mostrou-se como uma nova chance de Teodósio demonstrar seu apoio a Valentiniano, tanto aos invasores como aos generais ocidentais, sobretudo Bonifácio e Aécio. Em 430, Teodósio e Valentiniano recompartilharam o consulado. Em 431, com base numa carta escrita durante o Primeiro Concílio de Éfeso que cita a guerra em curso na África, uma expedição sob Áspar foi montada para auxiliar Bonifácio. A força combinada não parece ter conseguido qualquer grande sucesso e sofreram derrota na primavera de 432. Depois, quando Bonifácio foi chamado para Ravena, Áspar ficou em Cartago em pleno controle e presumivelmente continuou nessa posição após a morte dele; se sabe que Marciano (r. 450–457) estava na África sob Áspar. Em 433, Teodósio assume o consulado com Petrônio Máximo.
Em 1 de janeiro de 434, quando foi nomeado cônsul do Ocidente, Áspar ainda estava em Cartago e em fevereiro de 435 deve ter feito parte das negociações entre o alto oficial cortesão ocidental Trigécio e Genserico que terminam no primeiro acordo romano-vândalo; o acordo permitiu aos vândalos reter o norte da Numídia e partes da África Proconsular e Mauritânia Sitifense, enquanto Cartago e o restante da África Proconsular permaneceram sob controle romano. No mesmo ano, reforçando a aliança, os imperadores dividem o consulado pela quarta vez. A longa e custosa expedição constantinopolitana, ocorrida num momento no qual a ameaça huna na Europa era crescente e havia incertezas quanto a situação com o Império Sassânida no Oriente, demonstra não apenas a seriedade da situação na África como deve ter servido como aviso aos generais ocidentais; o consulado ocidental de Áspar deve ter atendido o mesmo propósito.

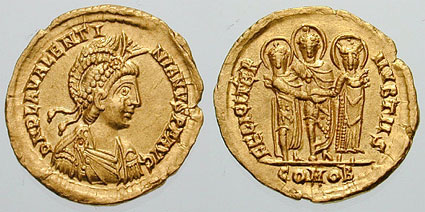
Soldo para celebrar o casamento

Reino Vândalo entre 455-477

No final do verão de 437, Valentiniano e uma comitiva de distintos nobres romanos, que incluía Anício Acílio Glabrião Fausto e Rúfio Antônio Agripnio Volusiano e talvez o poeta Merobaldo, partiu de Ravena em viagem a Constantinopla. Após um formal advento em 21 de outubro, Valentiniano casou-se com Licínia Eudóxia em 29 de outubro. As casas das moedas orientais emitiram soldo especial para celebrar a ocasião que apresenta a inscrição "Casamento bem-sucedido" (Feliciter Nuptiis) e três figuras nimbadas em vestes imperiais: o coroado Teodósio, mais alto e centralizado, e os menores Valentiniano a esquerda e Licínia Eudóxia a direita. A ocasião serviu para demonstrar a forte solidariedade entre Oriente e Ocidente, com possível herdeiro com direito a ambos os tronos podendo nascer da união, e mesmo reafirmar a senioridade de Teodósio em relação a seu primo e agora genro. Além disso, em 438 Teodósio presenteou os nobres que estiveram no casamento com uma cópia de seu Código e desde então todas as leis de cada metade do império podiam ser válidas na outra metade se aceitas por ambos os imperadores. Sírmio, na Ilíria, foi dada ao Império Bizantino na altura do casamento e Teodósio reassumiu o consulado com Anício Acílio Glabrião Fausto em 438 e com Festo em 439.
Em outubro de 439, em contravenção ao tratado de 435, Genserico tomou Cartago e rapidamente avançou pelo mar, chegando na Sicília na primavera de 440, onde pilha cidades e aterroriza a população local. No final de 440, Teodósio organizou uma frota duas vezes maior do que aquela que conquistaria o Reino Vândalo na década de 530 sob Belisário e enviou-a contra a Sicília. No fim do mesmo ano, ou começo de 441, chegam notícias da aproximação da frota e os vândalos rapidamente se retiram para Cartago. No começo de 441, as forças orientais e ocidentais pretendiam lançar um grande ataque contra Cartago, sob liderança de 5 generais orientais. Mas, com a crescente ameaça dos hunos de Átila e a possibilidade de uma guerra contra a Pérsia, a frota foi reconvocada no início de 442 e o Ocidente abandonou seus planos. No mesmo ano, novo acordo romano-vândalo foi selado.

## Legado
Teodósio não demonstrou forte liderança consistente ou programa legislativo pessoal, deixando-o a seus oficiais para promoverem suas agendas pessoais. Seu consistório foi eficiente por preferir aplicar as leis e desgostar concessões especiais; por sua generosidade na distribuição de honras, que também serviam para consolidar o apoio entre os burocratas palacianos; e seu interesse coletivo em sistema e simplificação.
Os reinados de Arcádio e Teodósio, a partir de comentadores clássicos, foram classificados como divinamente abençoados e sua imagem foi projetada na corte ocidental de Honório; o imperador cristão piedoso era tida como chave para o bem-estar de seu reino. Além disso, Teodósio foi mais frequentemente visto em celebrações públicas do que seus predecessores.